# Lambda Eridani-variabel
Lambda Eridani-variabeln, (LERI), är en grupp av Be-stjärnor som är eruptiva variabler med små förändringar i ljusstyrkan på några hundradels magnituder och högst regelbundna perioder på mellan 0,5 och 2,0 dygn. Ursprungligen beskrevs de som kortperiodiska Be-stjärnor. Ljusvariationerna tros bero på icke-radiella pulseringar i ett oregelbundet gashölje med omkretsande material som stötts ut från stjärnan genom dess snabba rotation.

## Klassificering
Lambda Eridani-variabler klassificeras sällan, vilket beror på att klassificeringen är svår att göra och ofta blir felaktig. GCVS (General Catalogue of Variable Stars) (2009) har ingen särskild benämning för gruppen, utan räknar endast med Gamma Cassiopeiae-variabler (GCAS) och räknar övriga variabler inom huvudgruppen variabla Be-stjärnor som variabler som inte är GCAS-variabler. Prototypstjärnan Lambda Eridani är för övrigt felaktigt listad som Beta Cephei-variabel. AAVSO (American Association of Variable Star Observers) listar däremot LERI som en egen grupp med 16 variabler inklusive λ Eri. 5 av stjärnorna är enbart misstänkta variabler och hela 13 av variablerna anges också som tillhöriga andra variabeltyper.

## Prototypstjärnan
Prototypstjärnan Lambda Eridani är också en variabel av Gamma Cassiopeiae-typ. Den har en visuell magnitud som varierar mellan +4,17 och 4,34 med en period av 0,701538 dygn eller 16,8369 timmar. Liksom de flesta Be-stjärnor, avger Lambda Eridani mjuk röntgenstrålning och år 1993 observerades en stor röntgenflare där röntgenstrålningens styrka ökade med en faktor av sex gånger under en 39-timmarsperiod.